# Landser (zespół muzyczny)
Landser, następnie Lunikoff – niemiecki neonazistowski zespół rockowy. Jest to pierwsza niemiecka grupa muzyczna, której działalność została prawnie zakazana ze względu na propagowanie neonazizmu, za co jej 3 członków zostało w 2003 roku skazanych na kary pozbawienia wolności. BfV zakazało również sprzedaży albumów Landsera i prezentowania ich muzyki. Gdy wszyscy członkowie wyszli z powrotem na wolność, zmienili nazwę grupy.
Teksty utworów zespołu Landser bazują na ideologii nazistowskiej i skierowane są głównie przeciwko tureckim imigrantom, komunistom, homoseksualistom oraz czarnoskórym osobom. Wokalistą Landsera jest Michael Regener (pseudonim „Luni”). Zespół następnie zmienił nazwę na Lunikoff, co jest powiązane z pseudonimem lidera grupy.
Wcześniej zespół przejawiał także nienawiść do Polskich imigrantów (między innymi tekst Polackentango), jednakże zaprzestał antypolskiej działalności, natomiast Polackentango jest popularne wśród publiczności, było np. śpiewane w przerwie koncertu „Calling for Battle” w Wurzen w 2006.

## Dyskografia
- Landser: Lunikoff Demo '92, ~1992, MC/later CD.
- Landser: Das Reich kommt wieder, 1992, MC/later CD – nielegalne w Niemczech
- Landser: Republik der Strolche, 1995, MC/CD – nielegalne w Niemczech
- Landser: Berlin bleibt deutsch, 1996, CD (to samo, co w Das Reich kommt wieder, wydane pod innym tytułem, Bootleg) – nielegalne w Niemczech
- Landser: Deutsche Wut, 1998, CD (znana także pod nazwą Rock gegen oben) – nielegalne w Niemczech
- Landser: Best of..., 2001, CD – zakazane od października 2005.
- Landser: Stahlgewitter, Hauptkampflinie (HKL): Amalek – nielegalne w Niemczech
- Landser: Ran an den Feind, 2001, CD – nielegalne w Niemczech
- Landser: Sampler, 2001, CD – nielegalne w Niemczech
- Landser: Endlösung - Final Solution: The Early Years, 2002, CD – nielegalne w Niemczech
- Tanzorchester Immervoll, 2002, CD.
- Rock gegen ZOG - hepp, hepp..., 2003, CD.
- Tribute to Landser, 2003, CD.